# Stanisław Tarnowski (Biały)
Stanisław Tarnowski (ur. 8 maja 1838 we Wróblewicach, zm. 2 lipca 1909 w Śniatynce) – właściciel ziemski, poseł na Sejm Galicyjski w latach 1883–95 oraz malarz krajobrazów, kolekcjoner dzieł sztuki, model do obrazów Grottgera.

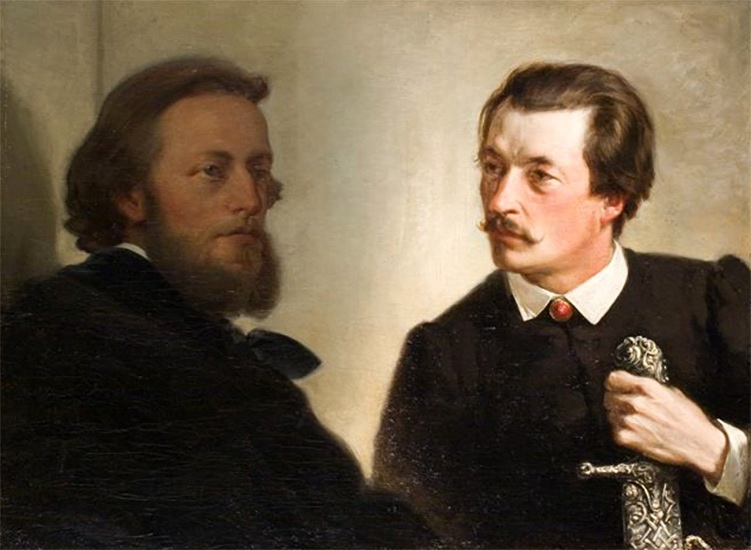
Artur Grottger – portret Wł. hr. Tarnowskiego (po lewej). Śniatynka, 1866; Andrzej Grabowski – portret St. hr. Tarnowskiego (po prawej). Śniatynka, 1872. Olejny na płótnie.

## Młodość
Stanisław Tarnowski był synem Waleriana Tarnowskiego i Ernestyny Tarnowskiej, (z innej gałęzi tego samego Rodu), bratem m.in. Władysława Tarnowskiego, a kuzynem Stanisława Tarnowskiego, późniejszego profesora UJ, zwanego za młodu Stanisławem „Czarnym”, natomiast syna Waleriana zwano Stanisławem „Białym”. W początkowe etapy edukacji odbywał wraz z bratem Władysławem od 1848 u Jezuitów we Lwowie, a następnie od 1850 r. w Krakowie pod kierunkiem Szymona Dutkiewicza i brata ciotecznego ich ojca ks. Jana Scipio del Campo, a pod wpływem Wincentego Pola, w wolnych chwilach wędrował po okolicach Krakowa i z zamiłowaniem po Tatrach. Następnie studiował w Krakowie, które to studia przerwał spadek śniatyniecki i konieczność zajęcia się gospodarstwem. W rysunku i malarstwie kształcił się we Lwowie u Jana Kantego Maszkowskiego (wraz z Arturem Grottgerem) oraz w Krakowie u malarza architektury Maksymiliana Cerchy i pejzażysty Leona Dembowskiego. Obrazy Stanisława Tarnowskiego znajdowały się do 1938 r. w posiadaniu jego krewnych, głównie w Śniatynce. Tarnowski wystawiał swe prace w Krakowie na wystawach Towarzystwa Przyjaciół Sztuk Pięknych w roku 1856 i 1857, tj. w młodym wieku. W drugiej połowie XIX wieku osiadł w otrzymanym w spadku majątku w Śniatynce. W roku 1863 przyłączył się do Powstania Styczniowego, brał udział w bitwie pod Radziwiłłowem 2 lipca 1863.

## Po powstaniu (Śniatynka i Grottger)
Po przeżyciach powstania przygasła u Stanisława chęć do malowania a wzmogła się do zbierania dzieł sztuki. W czasie głodu w 1866 przywoził potrzebującym żywność i pieniądze. Z Ukraińcami utrzymywał poprawne stosunki. Od odziedziczenia dbał o stan swojego gospodarstwa na tyle, że zwrócił uwagę w okolicy i otworzył sobie tym drogę do władzy w powiecie drohobyckim, którym kierował przez lata. W latach 1883–95 był posłem na Sejm Galicyjski. Stanisław od młodości zaprzyjaźnił się z Arturem Grottgerem, gościł go w Śniatynce i pozował mu.

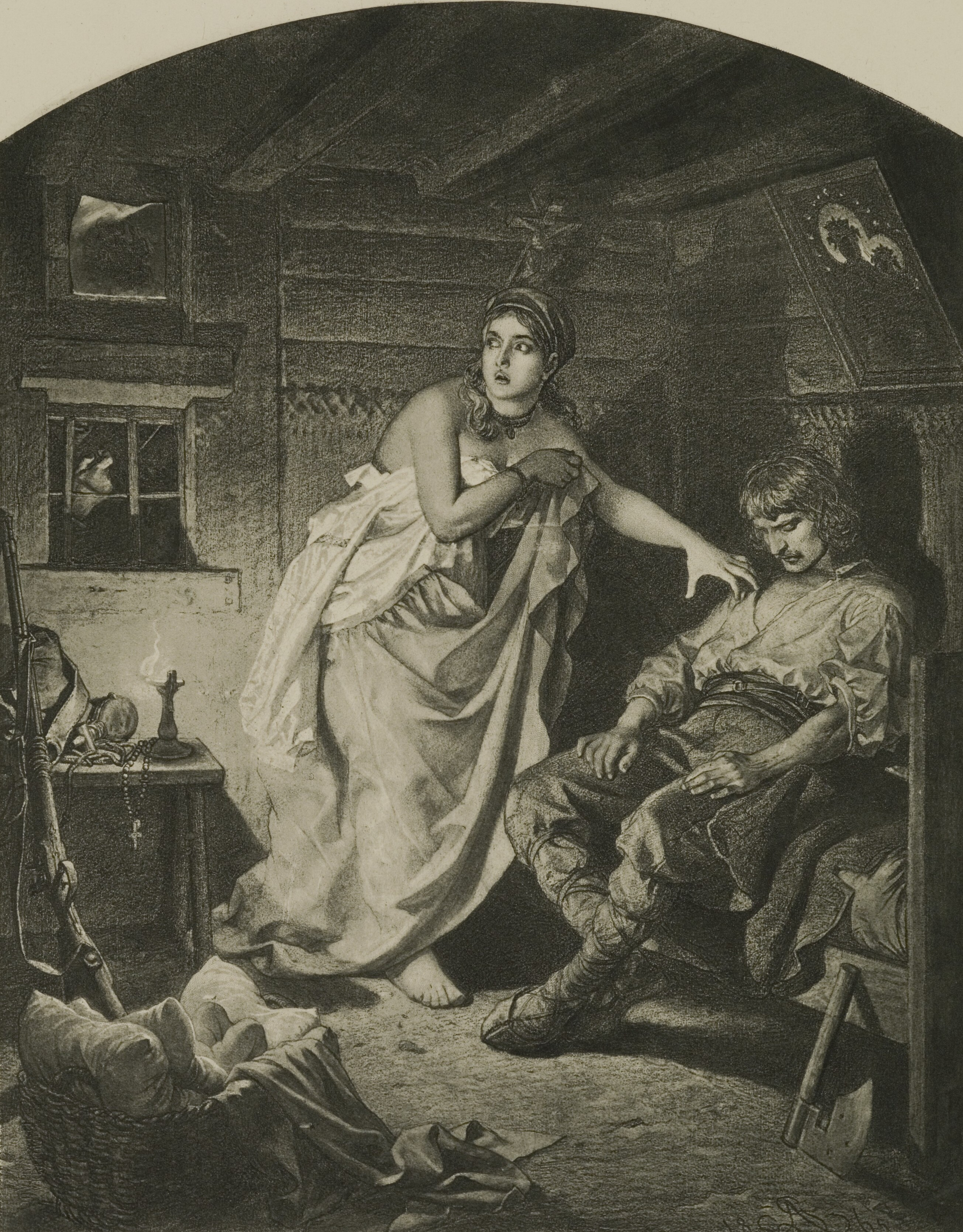
Znak (Lituania – karton II, pozowali: Wanda Monné i Stanisław Tarnowski.)
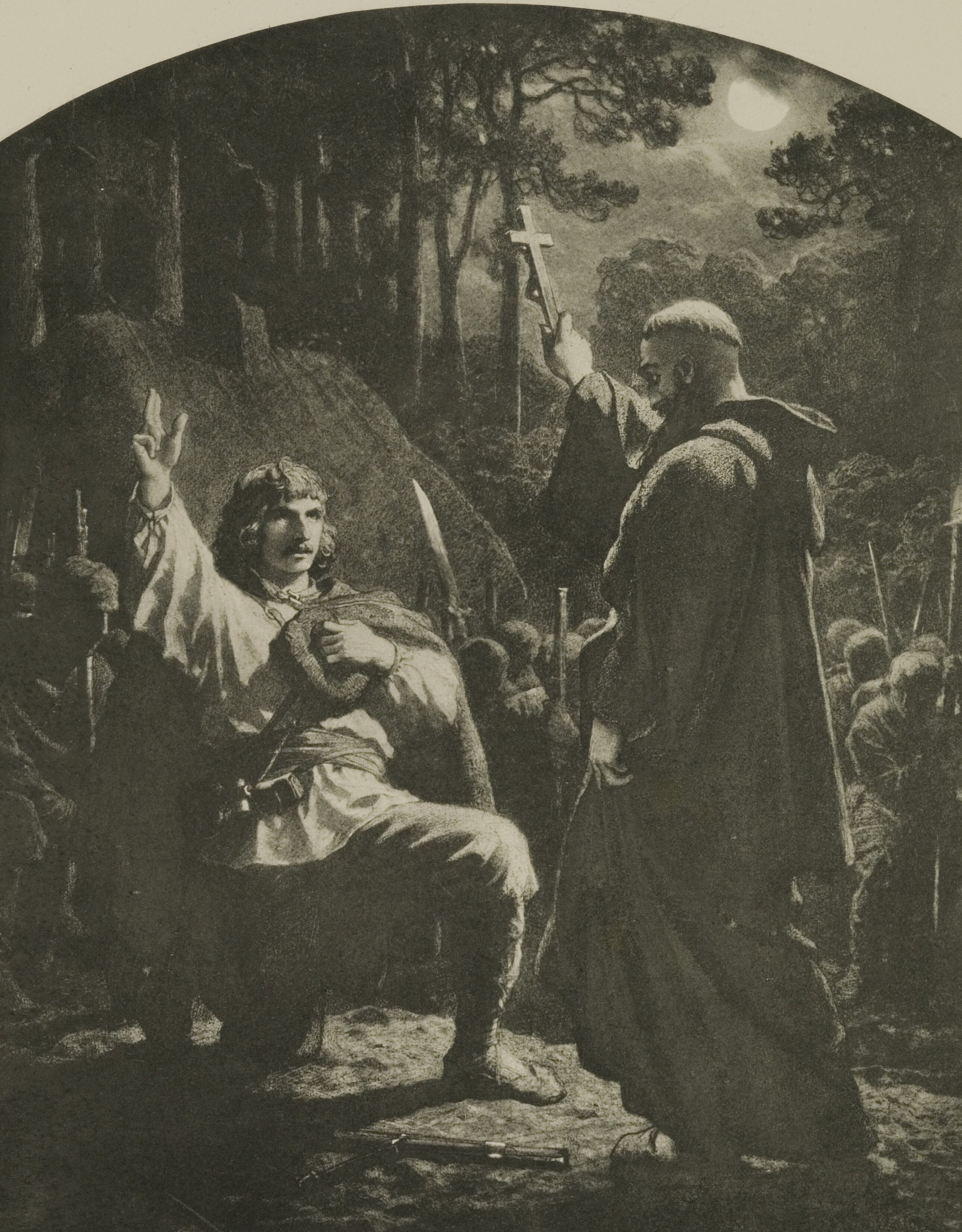
Przysięga (Lituania – karton III, pozował Stanisław Tarnowski.)
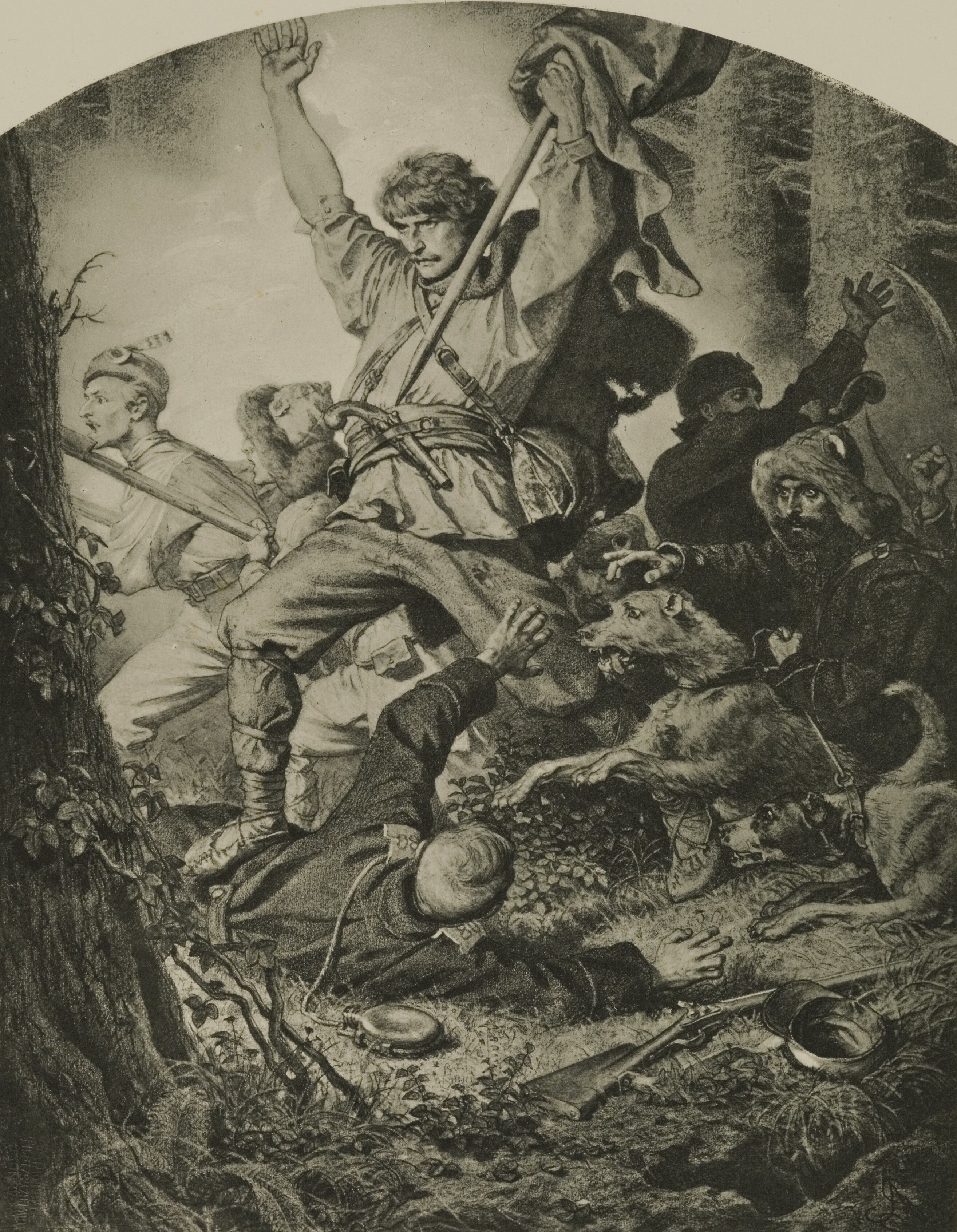
„Bój” (Lituania – karton IV, pozowali: Grottger – w czapce z piórkiem, Tarnowski ze sztandarem, jego szwagier Napoleon Sarnecki – z psami, w tym „Tygrysem” Tarnowskiego.)
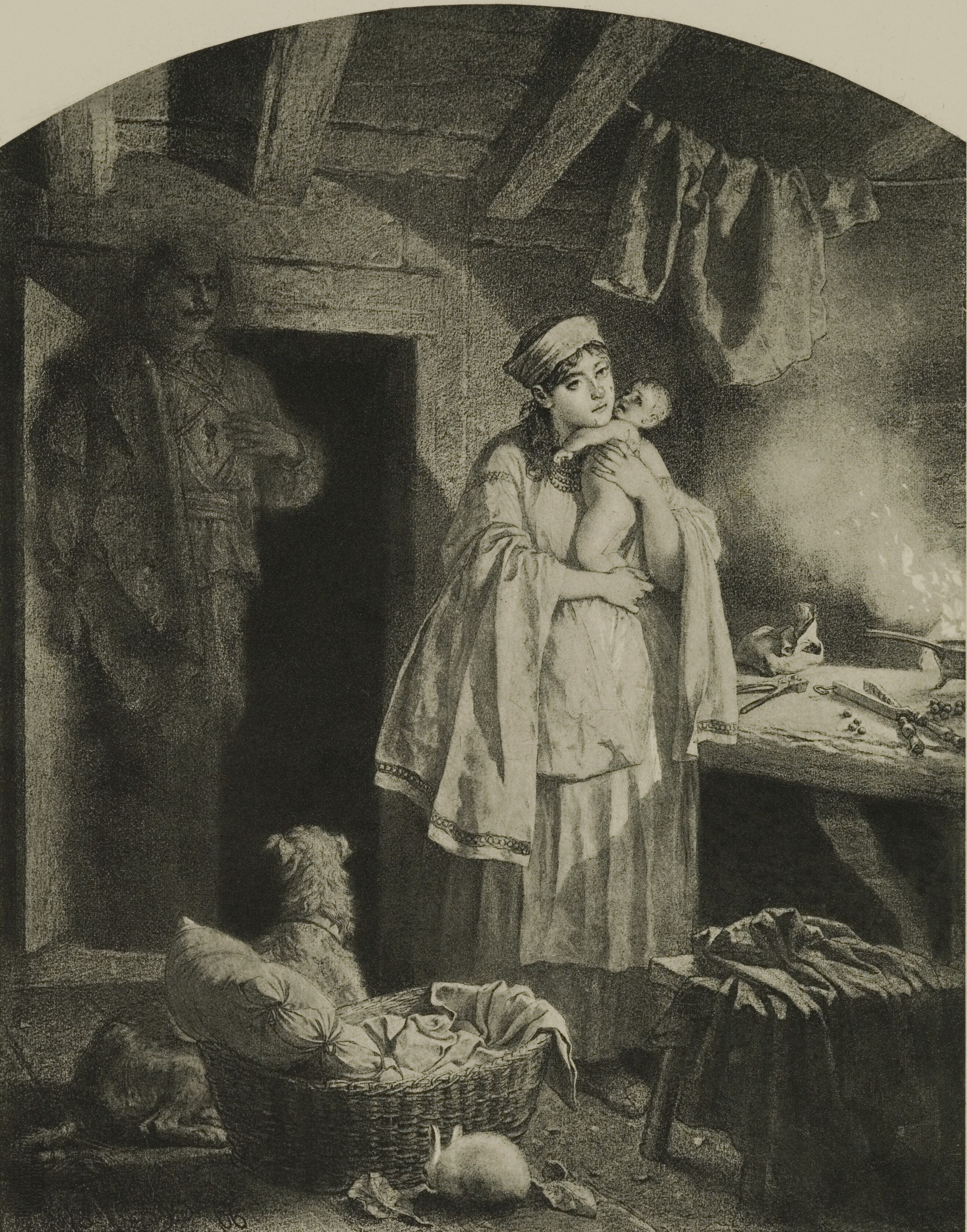
Duch (Lituania – karton V, pozowali: Wanda Monné i Stanisław Tarnowski.)

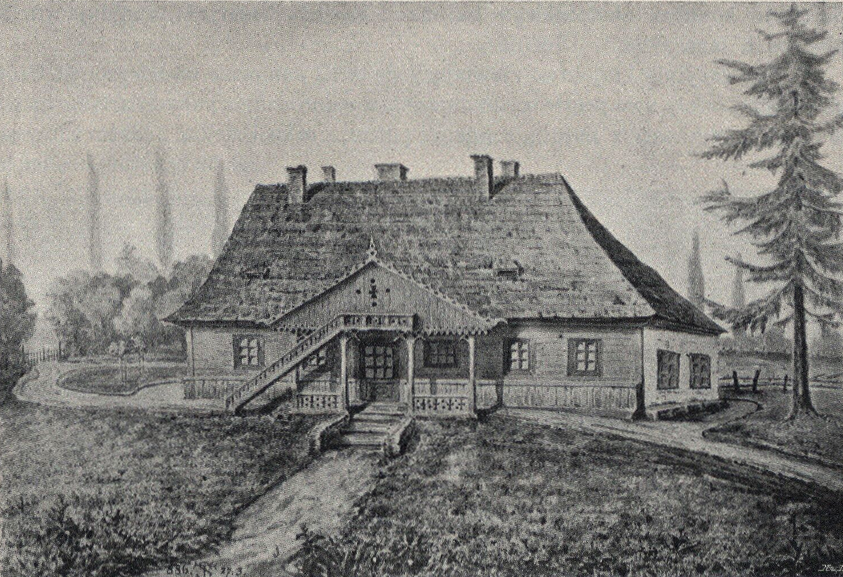
St. hr. Tarnowski. Dworek śniatyniecki. Akwarela. [Pierwsze własne mieszkanie Stanisława Tarnowskiego.

Zgromadził też wiele jego prac, m.in. podwójny portret Stanisława z bratem Władysławem (kilkadziesiąt obrazów z różnych epok przeszło sto szkiców i studyów, luźno lub w dwu albumach rzuconych), były też takie obrazy które malowali wspólnie, m.in. portret w młodych latach w którym malowali się nawzajem, czy np. „Kołomyjka” z postaciami Grottgera i pejzażem Tarnowskiego.

## Kolekcjoner
„W okresie kilkudziesięciu lat Śniatynka stała się obok Medyki (Pawlikowskich) i należących do jego brata Władysława pobliskich Wróblewic, jeszcze jednym dworem „artystycznym” tych terenów. Stanisław miał skrystalizowane zamiłowania artystyczne, jednak nie czerpał zysków ze swojej pasji malarskie, a sztuki plastyczne i kolekcjonerstwo interesowały do końca życia. Początkiem kolekcji jeszcze w starym drewnianym dworku w Śniatynce były akwarele Juliusza Kossaka i kilka własnych studiów Stanisława, z czasem jednak zbiór ten rozrósł się do «wszechstronnej cennej kolekcji»”, szczególnie bogaty był w niej zbiór prac Artura Grottgera, ale znaleźć tam też można było dzieła innych malarzy, m.in.: Aleksandra Kotsisa. Wilhelma Leopolskiego (jego kolegi), Andrzeja Grabowskiego (także jego przyjaciela, m.in. portret rzeźbiarza Józefa Brzostowskiego), Józefa Pitschmanna, Franciszka Ksawerego Siemianowskiego i Maksymiliana Siemianowskiego, Feliksa Hanusza, Aleksandra Konstantego Gryglewskiego, Tadeusza Rybkowskiego i Juliusza Kossaka; do kolekcji należała też „Ucieczka z Egiptu” Luca Giordano i portrety królów polskich z Żółkwi. Prócz obrazów Stanisław Tarnowski miał też ceny zbiór numizmatyczny, sięgający czasów Władysława Laskonogiego, do wyposażenia artystycznego dworu należały również lustra weneckie. Kolekcja Stanisława Tarnowskiego ze Śniatynki została w pewnej mierze zniszczona w dwu wojnach światowych, po wojnach zaś uległa rozproszeniu, i dziś dzieła z niej pochodzące można znaleźć w wielu muzeach, stosunkowo wiele w zbiorach Muzeum Narodowego w Krakowie.

## Rodzina
19 marca 1871 pojął za żonę Jadwigę Piegłowską h. Nałęcz (1852–1934). Wówczas, w r. 1871, Stanisław zdecydował się na rozebranie starego dworku i zbudowanie istniejącego do dziś okazałego dworu, na miejscu starego dworu zaś Stanisław postawił kamień z napisem, że w tym miejscu została stworzona Lituania. Postawiony przez Stanisława Tarnowskiego dwór w Śniatynce przetrwał historyczne zawieruchy i dziś znajduje się w nim szkoła. Stanisław Tarnowski ze związku z Jadwigą Piegłowską miał kilkoro dzieci: Marię (1875–1938), Jana Kantego (1877- po wrześniu 1939), Władysława (1879–1907), oraz Jadwigę (1881–1897). Przedwczesną śmierć Jadwigi i Władysława bardzo przeżył.